# Ivone De Franceschi
Ivone De Franceschi (Padova, 1º gennaio 1974) è un dirigente sportivo, allenatore di calcio ed ex calciatore italiano, di ruolo centrocampista, collaboratore dell'area tecnica della SPAL.

## Carriera

### Giocatore
La sua carriera è stata soprattutto legata al Padova, dove arriva all'età di dieci anni, e per il quale ha disputato numerose stagioni indossando per lungo tempo la fascia di capitano; è diventato subito un idolo dei tifosi biancoscudati, che lo hanno affettuosamente soprannominato Checchi.
Ha esordito in Serie A nella stagione 1998-1999 nella partita Bari-Venezia finita (1-0). Nella stagione 1999-2000 ha vinto il Campionato portoghese con la maglia dello Sporting Lisbona.
Ha giocato inoltre per la Salernitana ChievoVerona, Venezia e Bari.
Il 15 giugno 2007 il giocatore ha annunciato il ritiro dall'attività agonistica, motivato da un serio problema al cuore. Ha dato l'addio all'agonismo il 7 aprile 2008, allo Stadio Euganeo di Padova, con una partita a scopo benefico insieme all'amico e collega Filippo Maniero; e assieme a colleghi e amici come Alessandro Del Piero, Álvaro Recoba, Francesco Toldo, Vincenzo Iaquinta, Giuseppe Galderisi, Angelo Di Livio, Amauri, Fabio Quagliarella, Nicola Legrottaglie, David Di Michele, Gianluca Falsini e Ciro Ferrara.

### Dirigente
Ha collaborato con l'area tecnica del Padova prima in veste di team manager, poi come supervisore dell'area osservatori. Il 3 luglio 2009 è diventato il nuovo direttore sportivo del biancoscudati, lasciando il posto il 30 giugno 2010 a Rino Foschi.. Successivamente il 21 luglio 2010 assume il ruolo di collaboratore tecnico del direttore sportivo Rino Foschi. Nell'estate del 2013, con l'avvento d'una nuova proprietà alla guida del Padova, lascia l'incarico di collaboratore tecnico.
Il 10 luglio 2014 diventa il nuovo direttore sportivo dell'Unione Venezia. Il 23 ottobre 2015 diventa il nuovo responsabile scouting delle annate 1998 e 1999 dell'Inter. Il 1º luglio 2020 diviene collaboratore dell'area tecnica della SPAL..

## Palmarès

### Club
- Campionato portoghese: 1

Sporting Lisbona: 1999-2000